# Wojciech Frykowski
Wojciech "Wojtek" Frykowski, född 22 december 1936 i Łódź, död 9 augusti 1969 i Los Angeles, Kalifornien, var ett av offren vid de uppmärksammade Tate-LaBiancamorden, som utfördes av Charles Mansons så kallade "Familjen" (Mansonfamiljen). Morden skedde i Los Angeles County i augusti 1969.

## Bakgrund
Frykowski föddes i Polen 1936. Hans far var förmögen och hade egna företag i det kommunistiska Polen, vilket inte var vanligt. Han utbildade sig inom textil, både på gymnasie- och högskolenivå, men kom att umgås med filmstudenter i Łódź i Polen, en stad känd både för textilindistrin och sin filmskola (Kieslowski, Roman Polański, Andrzej Wajda). Även Frykowski kom in på filmskolan, men han tog aldrig examen. Han var vän med Polanski (född 1933) och hjälpte denne att finansiera en tidig kortfilm 1962 ("Ssaki", "Däggdjur"), detta med hjälp av faderns pengar. Filmen gjordes i skidorten Zakopane.
1958 gifte sig Frykowski med Ewa och de fick sonen Bartlomiej (Bartek) 1959. De separerade dock när Bartek var två och ett halvt år. Frykowski gifte om sig 1963 med den polska författarinnan Agnieszka Osiecka, men äktenskapet upplöstes 1964.

## Migration
Frykowski lämnade Polen 1967 och åkte till Paris, där han försörjde sig på diverse arbeten. Han umgicks där även med författaren Marek Hłasko, som just då befann sig i Frankrike. Bägge dessa kände Polanski, som redan 1963 åkte till Europa och senare till Hollywood. Frykowski flyttade vidare till New York, där han genom den polsk-judiske författaren Jerzy Kosinski lärde känna Abigail Folger, som blev Frykowskis flickvän och sedermera även hon ett offer för morden i augusti 1969.
Frykowski kom till Los Angeles tillsammans med Abigail Folger och de blev goda vänner med Polanski och dennes fru Sharon Tate. Paret Tate-Polanski gifte sig i januari 1968 och i februari 1969 flyttade de in i ett hus vid 10050 Cielo Drive, där alltså Tate, Frykowski och Folger mördades tillsammans med Tates tidigare pojkvän Jay Sebring (en tillfällig besökare till husets trädgårdsmästare mördades också, Steve Parent). Frykowski och Folger var ofta gäster hos Polanskis och de tog hand om Tate när hon i augusti 1969 var höggravid och Polanski var i Europa och filmade.

## Frykowskis son Bartek
Frykowskis son Bartek uppfostrades av sina farföräldrar redan vid sina föräldrars skilsmässa. Hans farfar omkom i början av 1969 i en bilolycka tillsammans med farfars bror. Familjen stämde Charles Manson och krävde ersättning och skadestånd 1972 för mordet på Barteks far Wojtek. Bartek var med på rättegången i Los Angeles och vittnade om sin kontakt med sin far. Barteks öde blev också, liksom faderns, tragiskt och han levde i skuggan av det brutala mordet på hans far. Han kom att ägna sig åt film och hade skrivit ett manus om mordet och mördaren, när han i juni 1999, 40 år gammal, begick självmord genom att skära sig själv i magen. Mordet ägde dessutom rum hemma hos dottern till regissören Wajda.
Wojtek Frykowskis ena barnbarn, Agnieszka, dotter till Bartek, deltog i det polska Big Brother-programmet 2010.

## Sista vilan
Frykowski kremerades i Los Angeles, men ligger begravd i Łódź i Polen.

## Fotnoter
1. 1 2  Find a Grave, Find A Grave-ID: 6085, läs online, läst: 9 oktober 2017.[källa från Wikidata]
2. ↑  http://www.filmpolski.pl/fp/index.php/424008
3. 1 2 3 4  Bikont, Anna, Gazeta Wyborcza: "Scenariusz zycia - o rodzinie Frykowskich opowiada Anna Bikont", 1999-07-31.
4. ↑  artikel på polska på polki.pl: http://polki.pl/zycie_gwiazd_znaniilubiani_artykul,10015163.html?print=1